# 雷森迪
雷森迪是巴西里约热内卢州的一个市镇。总面积1116平方公里，总人口130035人，人口密度116.5人/平方公里。